# 千坂景親
千坂 景親（ちさか かげちか）は、戦国時代から江戸時代初期にかけての武士。上杉氏の重臣。

## 経歴

### 概要
天文5年（1536年）、千坂景長の子として誕生。千坂氏は上杉氏の四家老の一つで、蒲原郡白川庄女堂村 の鉢盛城主であり、上杉謙信が上杉の名跡を継いだ時に、謙信の重臣となった。景親は謙信の家臣の中にあっては、謙信を本営にて警固する、いわば親衛隊的な立場にあり、そのため謙信の本営が敵襲により危機に陥らないかぎり、景親には出動の機会はなく、それが謙信の他の重臣と比して景親の名前が上杉謙信の合戦記になかなか登場しない理由でもある。謙信の没後は上杉景勝に仕える。
景親は合戦での活躍はほとんど無いが、外交・情報収集能力に優れており、景勝政権下では上杉家の外交役として活躍する。　
伏見留守居役の時期が「豊臣秀吉の死去」・「徳川家康の台頭」・「家康の上杉討伐の動き」・「関ヶ原の戦い」にあたるため、その経過をとりあげた小説や直江兼続の小説には京都における上杉方重臣として豊臣方・家康方双方と接触する役柄として登場することが多い。
天正14年（1586年）に景勝の上洛に付き従い、6月16日（8月1日）には大坂城で直江兼続と共に千利休の手前で茶を頂いている。会津移封で大沼郡5500石を受領。

### 伏見留守居役
文禄4年（1595年）に伏見城普請総奉行に任命され、11月にはその功績を認められて伏見留守居役となる。
慶長4年（1595年）から慶長5年(1600年)は豊臣秀吉の死去・徳川家康の台頭と上杉討伐出兵・関ヶ原の戦いと上杉藩にとっては激動の期間になったが、この間、千坂景親は伏見留守居役として、重要な情報を頻繁に本国に注進した。　「上杉家御年譜3」には千坂からの注進内容が記載されている。
伏見滞在中、直江兼続とともに妙心寺の南化玄興、海山元珠に帰依し、慶長3年（1598年）塔頭「亀仙庵」（現在の雲祥院）を創建。

### 初代江戸家老
慶長5年（1600年）の関ヶ原の戦い後には徳川家との和睦を主張し、本多正信と親交の深い事から、同じく和睦を主張した本庄繁長と共に折衝役を務める。
慶長8年（1603年）、米沢藩の初代江戸家老となる。

## 死去・供養塔
慶長11年（1606年）、71歳にて江戸で死去。
米沢市中央「一花院跡地」に享保4年(1719年)建立の那須与一と千坂景親を供養する三重の石塔が保存されている。　那須氏と千坂氏が縁続きという千坂家の伝承から、景親の子孫が建立したものと思われる。

## 子孫
家督は親戚筋からの養子である高信（満願寺仙右衛門）が相続した。一説では、江戸家老となった後、武門を捨てて旧領内の山崎金剛山西野坊に入門、同地に修験寺院・自正院清胤寺を開いたという。
以後、千坂氏は江戸時代を通し米沢藩の重職を務め、子孫には江戸時代の江戸家老・千坂高房 や上杉鷹山の藩政改革の折に七家騒動で処分された千坂高敦（対馬）、幕末に戊辰戦争で米沢藩総督を務め明治時代に石川県令、岡山県令、貴族院議員となった千坂高雅、その次男で海軍中将の千坂智次郎、三男で陸軍中佐の千坂洋三郎、作家の千坂精一らがいる。

## 関連作品
小説
- 『城を守る者』山本周五郎（『疾風怒涛!上杉戦記』（PHP文庫、2008年）などに収録）